# Fiorano Canavese
 Fiorano Canavese  (piemontiul: Fioran) Olaszország Piemont régiójának, Torino megyének egy községe.

## Földrajza

Fiorano Canavese község Torino megye térképén

Salerano Canavese a Chiusella-völgyben fekszik.
A vele szomszédos települések: Alice Superiore, Banchette, Ivrea, Lessolo, Loranzè, Lugnacco, Montalto Dora, Salerano Canavese és Samone.